# Seoni
För andra betydelser, se Seoni (olika betydelser).
Seoni (bengali: সেওনি) är en stad i den indiska delstaten Madhya Pradesh och är centralort i ett distrikt med samma namn. Folkmängden uppgick till 102 343 invånare vid folkräkningen 2011.